# 175437 Zsivótzky
175437 Zsivótzky è un asteroide della fascia principale. Scoperto nel 2006, presenta un'orbita caratterizzata da un semiasse maggiore pari a 2,8006117 UA e da un'eccentricità di 0,2389537, inclinata di 8,72260° rispetto all'eclittica.